# Чижов Федір Васильович
Федір Васильович Чижов (1811—1877) — російський промисловець, громадський діяч, вчений. Прихильник слов'янофілів, видавець і редактор суспільно-політичних журналів і газет, організатор залізничного будівництва, благодійник.
Федір Чижов народився в Костромі в родині вихідця з духовного стану В. В. Чижова (отримав право на спадкове дворянство в 1822 році) і дочки збіднілого дворянина. Його хрещеним був Ф. І. Толстой — «Американець». До 3 років жив в селі у бабусі біля Галича, потім переселився в Кострому, пізніше — в Санкт-Петербург. Навчався в 3-й гімназії (вип. 1829), потім вступив на фізико-математичний факультет Санкт-Петербурзького університету. З 1829 року бере участь в «святій п'ятниці» — гуртку студентів і випускників, які збиралися біля О. В. Нікітенко. У гуртку велася критика негативних суспільних явищ в Росії з прозахідницьких позицій.
У 1832 році Чижов почав викладати в якості ад'юнкт-професора Петербурзького університету алгебру, тригонометрію, аналітичну і нарисну геометрію, теорію тіней і перспективи і готувати магістерську дисертацію під керівництвом академіка М. В. Остроградського. Обмежений в засобах Чижов займався репетиторством. У 1836 році Чижов захистив дисертацію «Про загальні теорії рівноваги з додатком до рівноваги рідких тіл і визначення фігури землі» і отримав звання магістра математичних наук.

В кінці 1830-х років Чижов надрукував безліч статей, рецензій, перекладів в області математики, механіки, літератури, естетики і моралі. До 1840 року інтереси Чижова звертаються до галузі гуманітарних знань, в ньому пробуджується прагнення до суспільної значимості, і під приводом погіршення здоров'я він залишив університет.
Влітку 1841 року виїхав до Західної Європи і надовго оселився в Італії. Там Чижов працював над історією Венеціанської республіки, яка приваблювала його республіканською формою правління.
У 1842 році Чижов жив в центрі Риму в одному будинку з М. В. Гоголем і М. М. Язиковим, зблизився з О. А. Івановим. Від Язикова Чижов дізнався про слов'янофільство як про новий напрямок громадської думки в Росії.
У 1846 році Чижов повертається з-за кордону. Заїхавши в Петербург, він зазначає, що в місті, «крім Царя, його сім'ї і народу все якогось космополітичного спрямування», і прямує до Москви, де знайомиться з гуртком слов'янофілів. Він знаходить, що російське суспільство різко розділилося тут на обожнювачів своєї батьківщини і прозахідників. Чижов критикує московських слов'янофілів за інертність і за ворожнечу до європейського. На його думку, Росія не повинна наслідувати Заходу, але застосовувати його досягнення творчо, з урахуванням своєрідності свого історичного розвитку.
Чижов наполегливо пропагував прогресивний досвід Заходу в справі освіти і поширення науково-технічної освіти. Він пропонував розширювати мережу реальних училищ в країні, відкривати доступ до вищої інженерної освіти вихідцям з різних станів, вводити в університетах викладання технічних дисциплін.